# Pingshan (Shenzhen)
| Pingshan – 坪山新区                   | Pingshan – 坪山新区           |
| Lage von Pingshan in Shenzhen         | Lage von Pingshan in Shenzhen |
| ------------------------------------- | ----------------------------- |
| Lage von Pingshan (rosa im Nordosten) |                               |
| Basisdaten                            |                               |
| Einwohnerzahlen                       |                               |
| Volkszählung:                         | 551.333 (Stand: 2020)         |
| Fläche:                               | 167 km²                       |
| Telefonvorwahl:                       | 0755                          |
| PLZ:                                  |                               |

Pingshan (chinesisch 坪山新区, Pinyin Píngshān Xīnqū) ist ein „Neuer Stadtbezirk“ der südchinesischen Stadt Shenzhen in der Provinz Guangdong. Er wurde am 30. Juni 2009 gegründet. Es handelt sich um einen sogenannten „funktionalen“ Stadtbezirk, um eine Verwaltungsgliederung zweiten Grades, also eine „Stadtmittelbehörde“. Das bedeutet, dass Pingshan im Gegensatz zu den „alten“ Stadtbezirken Shenzhens keinen Volkskongress sowie keine Konsultativkonferenz und vor allem keine vom Volkskongress gewählte Volksregierung (人民政府) hat. Stattdessen wird seine Verwaltung direkt von der Stadt Shenzhen bestimmt und eingesetzt. Die drei größten ethnischen Minderheiten Shenzhens, die Zhuang, Tujia und Miao, leben überwiegend in diesem Stadtbezirk.

## Administrative Gliederung
Auf Gemeindeebene setzt sich Pingshan aus zwei Straßenvierteln zusammen. Diese sind das Straßenviertel Kengzi (坑梓街道) und das Straßenviertel Pingshan (坪山街道).